# Sōsa
Pour les articles homonymes, voir Sosa.
Sōsa (匝瑳市, Sōsa-shi) est une ville de la préfecture de Chiba, au Japon.

## Géographie

### Situation

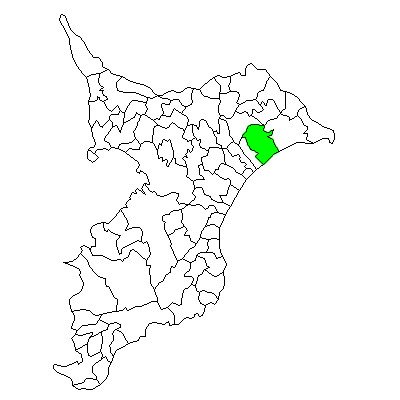
Situation de Sōsa dans la préfecture de Chiba.

Sōsa est située dans le nord-est de la préfecture de Chiba, face à l'océan Pacifique.

### Démographie
En 2010, la population de la ville de Sōsa était de 40 087 habitants répartis sur une superficie de 101,52 km2. En novembre 2022, la population  était de 34 401 habitants.

### Climat
Sōsa a un climat subtropical humide caractérisé par des étés chauds et des hivers frais avec peu ou pas de chutes de neige. La température moyenne annuelle à Sōsa est de 15,0 °C. La pluviométrie annuelle moyenne est de 1 557 mm, septembre étant le mois le plus humide.

## Histoire
Sōsa a été fondée le 23 janvier 2006 par la fusion de la ville de Yokaichiba et du bourg de Nosaka (district de Sōsa).

## Transports
La ville est desservie par la ligne Sōbu de la JR East.